# 醮
醮（しょう）は『説文解字』の段玉裁の注によれば、冠礼・娶妻において用いられる酒礼の一方法であり、その別儀として祭り
の意味である。
また、醮は天神に対する祭祀や饗食。中国古代の神は多く星辰をその居所とすると考えられたことから、醮は必然的に星辰を祀り、これに酒肴を供えることになる。

## 道教における醮
『隋書』経籍志によれば、消災度厄を目的として夜中に星辰の下に酒や乾し肉などの供物を並べて神を祭り、祈願の内容を書いた文章を奏上するものであった。もとは醮だけで独立した儀礼として行われたが、何日もかけて行う斎の儀礼の最後に神々に対する謝恩として醮を行う形が、唐末五代の道士杜光庭のころに確立する。斎儀の最後に供え物などを供えて神々に対すに感謝することはそれ以前にも行われていたが、このころに斎儀としての体裁が整われ、現代の台湾における斎醮儀礼の基礎となった。本来、醮とは、婚儀や加冠に際して行われる儀礼で、祖廟において酒と脯・醢を用いて行われた。道教の醮は、こうした儒教儀礼に祖形をもつ。以下二点の資料を活用。

## 現在の醮の定義
地域社会が願ほどきのために行う大規模な祭典。台湾の風習として、地方が災害にみまわれて不安に陥ると、天神に対して願いかけをすると同時に将来の加護を祈る風習がある。

### 醮の類別一
道教儀礼で伝統的に用いられてきた名称による識別
1. 霊宝醮
2. 金簙醮

### 醮の類別二
動機・目的による識別
1. 謝恩祈安醮
2. 禳災祈安醮
3. 慶成祈安醮
4. 奠安土府醮
5. 禳熒祈安禳
6. 恭祝聖寿禳
7. 奠安福海醮
8. 開光安座醮醮
9. 安船酌献醮
10. 礼斗消災祈福醮
11. 春秋季祭典醮
12. 建醮週歳醮
13. 建讃中元普度醮
14. 慶祝上元醮
15. 慶祝下元醮
16. 三元降福醮
17. 奏職閲簙醮
18. 小法事を組み込んで行う醮

以下三点の資料を活用
。

### 醮の類別三
継続時間によって表示される儀礼の規模による識別
1. 一会・一筵・一夜
2. 一天
3. 一旦夕・一昼夜
4. 二天
5. 二旦夕・二昼夜
6. 三旦夕・三昼夜
7. 五旦夕・五昼夜
8. 七旦夕・七昼夜

#### 醮の類別二に示してない醮
1. 水醮　　水災で溺死者があった際に、災害をしずめ、かつ死者が祟られないよう冥福を祈る禯湟祈安である。
2. 雷公醮　落雷のある際に行う、雷よけである。
3. 火醮　　大火災後、火王神を送り出して厄払いし、かつ罹災者の冥福を祈る。禳災祈安醮だが、改火古俗の風習と考えられる。
4. 船醮　　航海の安全と大漁を祈って船中で行う。

以下1点の資料を活用。

## 斎
「斎」は普通功徳または做功徳、做司公とよばれる霊魂を超度するための儀礼として行われる。心身を清めて飲食などの行為を慎んで神をまつること。斎は斎戒の儀礼として発達したもの。もともとは懺悔を主とした潔斎法が行われ、壇を築き、五帝、ないしは、十方神の諸神を請神し、罪過を告白することによって斎戒する。これによって身体や心の汚れを祓った。その懺悔法は、三日三夜・七日七夜にわたって行われ、道士や斎醮するものが加わった。これによって人々は浄化され、神との接点を持つことになる。死者のための斎の儀礼は、黄籙斎の伝統を引き継いだ道教儀礼の一つとして位置づけられる。また、死者儀礼の一部としても位置付けられる。死者儀礼は全体としては家礼が土台になっており、その家礼は儒教的なものであるが、民間の伝統的な習慣とも深くかかわっている。

### 斎の類別一
道教儀礼に伝統的に用いられた名および行われる機会による名称による識別
1. 無上金書抜度斎
2. 無九幽書抜度斎
3. 無上廻抜度斎
4. 無上黄簙溥度斎
5. 無上玉簙抜度斎
6. 首七開通冥路抜度斎
7. 二旬抜度斎
8. 三旬抜度斎
9. 四旬抜度斎
10. 五旬抜度斎
11. 六旬抜度斎
12. その他

### 斎の類別二
継続時間によって表示される儀礼の規模による識別
1. 一会・一筵・一夜（乙夜・冥路・火光仔・霊前繳）
2. 一午夜（午夜・小午後）
3. 一午夜（午夜・大午後）
4. 一天（一朝・空売一朝）
5. 一昼夜・一旦夕（一朝・在腹一朝）
6. 二昼夜・二旦夕（宿啓・一朝宿啓）
7. 二昼夜・二旦夕（二朝）
8. 二昼夜・二旦夕（二朝宿啓）
9. 三昼夜・三旦夕（三朝）
10. 五昼夜・五旦夕（五朝）

以下一点の資料を活用。

## 道教儀礼の種類
道士の行う祭儀は、大別すると斎醮・小法事・死者儀礼の三つに分類される。斎醮は、いわば道教の祭りで、大きくは国家鎮護・五穀豊穣をその目的とする。本来、斎醮は斎儀と醮儀に分けられ、醮儀の前の潔斎を斎儀といい、通常3～7日前後の期間があてられた。斎醮は定期的に道観や廟で行われるものの他に、信者の要請によって、適地を択んで時に応じて行われることもある。

## 祭酒
本来は酒を以て地を祭る尊長者の意から、高級武官職名、学政を司る官職名などに用いられた。後漢末の四川地方に独立政権を築いた五斗米道においては、教団の中核を構成する聖職名として用いられた。鬼卒として入信後、道を学んで特定段階に達した者が任じられる。祭酒は部衆を割り当てられ、『老子五千文』の都習などを通して教導を担当。また義舎を設けて、社会福祉、秩序の維持、申告された戸口の管理、納米の徴収など、割り当てられた地域の部衆・流民に対する、末端行政に従事した。